# Ebersbach (Döbeln)
Ebersbach è una frazione della città tedesca di Döbeln, nel Land della Sassonia.

## Storia
In un documento del 1198 viene menzionata la casa padronale di un certo Petrus de Eversbach. Questo documento potrebbe però riferirsi anche a un Ebersbach situato nei pressi di Grossenhain. La prima prova documentaria univoca dell'esistenza dell'Ebersbach nei pressi di Döbeln risale all'anno 1309. In questo documento viene nominato un Heinricus de Eberspach.
Il 1º luglio 2011 il comune di Ebersbach venne soppresso e aggregato alla città di Döbeln.